# Liste der Zerstörer der polnischen Kriegsmarine
Diese Liste der Zerstörer der polnischen Kriegsmarine führt alle Schiffsklassen und einzelne Einheiten auf, die mit der Bezeichnung Torpedobootzerstörer (poln. kontrtorpedowiec), bzw. später Zerstörer (poln. niszczyciel) in den polnischen Seestreitkräften gedient haben. Insgesamt verfügte Polen im Zeitraum 1930 bis 2003 über 15 Einheiten, die zehn verschiedenen Schiffsklassen französischer, britischer oder sowjetischer Produktion angehörten. Gegenwärtig besitzt Polen keine Schiffe dieses Typs.
Die Liste ist nach dem Jahr der ersten Indienststellung unter die polnische Kriegsflagge gegliedert.

## 1930–1937
Während der Periode der 2. Polnischen Republik in Dienst gestellte und am Zweiten Weltkrieg teilnehmende Einheiten. Die beiden Einheiten, die den Krieg überdauert haben, haben danach in der Kriegsmarine der Volksrepublik Polen gedient.
Wicher-Klasse (in Frankreich gebaut)
1. ORP Wicher (1930 in Dienst gestellt, 1939 in Hela versenkt)[1][2][3]
2. ORP Burza (1932 in Dienst gestellt, 1944 vorübergehend außer Dienst gestellt, 1955 erneut im aktiven Dienst, 1960–1976 Museumsschiff, 1977 verschrottet)[1][4][5][6][7]

Grom-Klasse (in Großbritannien gebaut)
1. ORP Grom (1937 in Dienst gestellt, 1940 bei Narvik versenkt)[1][8][9][10]
2. ORP Błyskawica (1937 in Dienst gestellt, 1946 vorübergehend außer Dienst gestellt, 1947 erneut im aktiven Dienst, 1976 Museumsschiff)[1][4][11][12]

## 1940–1945
Während des Zweiten Weltkrieges als Leihgabe der Royal Navy in Dienst gestellte Einheiten. Alle Einheiten, die den Krieg überdauert haben, wurden 1946 zurückgegeben.
Piorun-Klasse (britische N-Klasse)
1. Piorun (als Nerissa gebaut, 1940 in Dienst gestellt, 1946 an Royal Navy zurückgegeben und in Noble umbenannt, 1955 verschrottet)[1][13]

Garland-Klasse (britische G-Klasse)
1. ORP Garland (H37) (1936 als HMS Garland in Dienst gestellt, 1940 an Polen, 1946 an Royal Navy zurückgegeben, 1947 an die Niederlande als Hr. Ms. Marnix, 1964 außer Dienst, verschrottet)[1][14]

Krakowiak-Klasse (britische Hunt-Klasse)
1. Krakowiak (Schiff) (als HMS Silverton gebaut, 1941 in Dienst gestellt, 1946 an Royal Navy zurückgegeben, 1959 außer Dienst, 1960 verschrottet)[1][15]
2. Kujawiak (als Oakley gebaut, 1941 in Dienst gestellt, 1942 bei Malta versenkt)[1][16]
3. ORP Ślązak (L26) (als HMS Bedale gebaut, 1942 in Dienst gestellt, 1946 an Royal Navy zurückgegeben, 1953 an Indien als Godavari, 1979 außer Dienst und verschrottet)[1][17]

Orkan-Klasse (britische M-Klasse)
1. Orkan (als Myrmidon gebaut, 1942 in Dienst gestellt, 1943 im Nordatlantik versenkt)[1][18][19]

Folgende Einheit wurde vorübergehend unter polnischen Flagge geführt:
Bourrasque-Klasse (französisch)
1. Ouragan (1927 durch französische Marine in Dienst gestellt, 1940 durch Royal Navy interniert, 1940 vorübergehend unter Behaltung des Namens an Polen übergeben, 1941 an die Freien Französischen Streitkräfte übergeben, 1949 außer Dienst und verschrottet)[1][20]

## 1957–1988
Einheiten, die in der Kriegsmarine der Volksrepublik Polen in Dienst gestellt wurden.
Grom-II-Klasse (sowjetische Skori-Klasse)
1. ORP Grom (II) (1952 als Skori in Dienst gestellt, 1957 an Polen, 1972 stillgelegt, 1974 außer Dienst, 1977 vor Hela als Wellenbrecher versenkt)
2. ORP Wicher (II) (1951 als Smeli in Dienst gestellt, 1958 an Polen, 1970 stillgelegt, 1973 außer Dienst, 1977 vor Hela als Wellenbrecher versenkt)

Warszawa-Klasse (sowjetische Kotlin-Klasse)
1. Warszawa (1958 als Sprawedliwi in Dienst gestellt, 1970 an Polen, 1986 außer Dienst, verschrottet)

Warszawa-II-Klasse (sowjetische Kaschin-Mod-Klasse)
1. Warszawa (II) (1968 als Smeli in Dienst gestellt, 1988 an Polen, 2003 außer Dienst, verschrottet)